# La Renarde folle
Pour plus de détails, voir Fiche technique et Distribution.
La Renarde folle (恋や恋なすな恋, Koi ya koi nasuna koi) est un film japonais sorti en 1962 réalisé par Tomu Uchida.

## Synopsis
Sous le règne de l'empereur Suzaku (930-946), divers malheurs surviennent à la suite de l'apparition d'un étrange arc-en-ciel blanc au-dessus de Kyoto. L'Empereur charge Yasunori, un astronome réputé, de consulter un certain livre de secrets chinois afin d'apaiser les craintes du peuple. Yasunori a deux disciples, Yasuna et Doman, mais son vœu le plus cher est que ce soit Yasuna qui lui succède car Doman n'est intéressé que par le pouvoir. Avec l'aide de la femme de Yasunori, Doman fait assassiner son maître par son complice Akuemon. Comme si cela ne suffisait pas, il vole le livre des secrets et accuse du forfait Yasuna et sa bien-aimée Sakaki, fille adoptive de Yasunori. Sakaki se suicide et Yasuna, emporté par la fureur, tue la femme de Yasunori...

## Fiche technique
- Titre français : La Renarde folle
- Titre original : 恋や恋なすな恋 (Koi ya koi nasuna koi?)
- Réalisation : Tomu Uchida
- Assistant réalisateur : Norifumi Suzuki
- Scénario : Yoshikata Yoda
- Photographie : Sadaji Yoshida
- Montage : Shintarō Miyamoto
- Musique : Chūji Kinoshita
- Son : Kenjirō Tōjō
- Décors : Takatoshi Suzuki
- Producteur : Okawa Hiroshi
- Société de production : Toei
- Pays d'origine :  Japon
- Langue originale : Japonais
- Format : couleurs - 2,35:1 (Toeiscope) - 35 mm - son mono
- Durée : 109 minutes[1]
- Dates de sortie :
  - Japon : 1er mai 1962[1]
  - Italie : 3 septembre 1962 (Mostra de Venise)

## Distribution artistique
- Hashisō Ōkawa : Abe no Yasuna
- Michiko Saga : Sakaki no mae / Kuzu no ha / La renarde
- Ryūnosuke Tsukigata : Onono Yosifuru
- Kensaku Hara
- Sumiko Hidaka
- Yoshi Katō
- Chōichirō Kawarasaki
- Eitarō Ozawa
- Kenji Susukida
- Junya Usami
- Eijirō Yanagi

## Sélection
Le film est sélectionné en compétition pour le Lion d'or du meilleur film à la Mostra de Venise 1962